# Francisco Argerich Batallas
Francisco Argerich Batallas fue un médico español del siglo XVIII. Coronel de los Reales Ejércitos, sirvió en el Río de la Plata durante la rebelión de Túpac Amaru II.

## Biografía
Francisco Argerich Batallas (Batalla, Baliat o Baliath) nació en 1732 en Sisteró, Obispado de Urgel, provincia de Lérida, Cataluña, España, hijo de Francisco Javier Argerich y de María Josefa Batallas.  
Fue uno de los primeros médicos españoles titulados que consta fijaron su residencia en la ciudad de Buenos Aires, entonces capital de la Gobernación del Río de la Plata, adonde arribó el 18 de marzo de 1752. Allí actuó como médico de los jesuitas en Buenos Aires y otras órdenes religiosas.
El 17 de agosto de 1757 casó en la Iglesia de La Merced (Buenos Aires), con la porteña María Josefa del Castillo Burgués (o del Castillo y Burguez, 1742, 1787) con quien tuvo numerosos hijos: Cosme Mariano (1758, 1820), Juana Josefa (1760, ?), Roque (1762,?), Antonio Nicolás (1763, ?), Francisco José (1764,?), Francisco Javier (1765, 1824), José Damián (1766,?), Manuel (1768,   ?), Ascencio (1769,?), Diego (1771, ?), Josefa Ramona (1774, ?), Faustina (1775,?), María Josefa (1776, ?), María Manuela (1777,?), Eulalia (1779,?), Francisca (1782,?), Francisca Argerich del Castillo (1785,?).
Daba así inicio al linaje de los Argerich, facultativos que tuvieron mucha influencia en el desarrollo de la medicina argentina.
En 1780, con el grado de coronel de los Reales Ejércitos, fue enviado por el virrey Juan José de Vértiz y Salcedo como jefe médico de la expedición enviada para combatir la insurrección de Túpac Amaru II.
Falleció en Buenos Aires el 27 de marzo de 1787.